# Dad (Komárom-Esztergom)
Dad es un pueblo ubicado en el distrito de Oroszlány, en el condado de Komárom-Esztergom, Hungría.

## Superficie
Posee una superficie de 23,75 kilómetros cuadrados.

## Demografía
Hasta 2019 la población era de 976 habitantes, con una densidad de población de 41,09 habitantes por kilómetro cuadrado.